# Herbert Dorfmann
Herbert Dorfmann (Bressanone, 4 marzo 1969) è un politico italiano europarlamentare della Südtiroler Volkspartei dal 2009.

## Biografia
Dopo le scuole superiori, Dorfmann ha studiato scienze agrarie a Piacenza presso l'Università Cattolica del Sacro Cuore. Dopo aver lavorato come professore presso la scuola agraria di Ora-Auer, è diventato direttore del dipartimento di agricoltura della camera di commercio di Bolzano. Herbert Dorfmann ha inoltre ricoperto per quasi dieci anni il ruolo di direttore dell'Associazione dei contadini sudtirolesi (Südtiroler Bauernbund).
Dorfmann è sposato e padre di due figli.

## Attività politica
Dal 2005 al 2009, Herbert Dorfmann è stato sindaco di Velturno-Feldthurns (BZ). Nello stesso periodo ha ricoperto anche l'incarico di segretario generale dell'Arev, l'assemblea che raduna le regioni viticole europee. Durante le elezioni europee a giugno del 2009, come capolista della SVP nella Circoscrizione Italia nord-orientale  (che raccoglie i 14 collegi elettorali dell'Emilia-Romagna, del Friuli-Venezia Giulia, del Trentino-Alto Adige e del Veneto), avendo ottenuto 143.027 voti, è stato eletto al Parlamento europeo nella lista della Südtiroler Volkspartei, appoggiata dal Partito Democratico. Ha poi scelto di aderire al PPE (Partito Popolare Europeo), sedendo altresì nel suo direttivo.
Herbert Dorfmann è presidente circoscrizionale (Bezirksobmann) della SVP nel distretto di Bressanone ed è membro della direzione e della segreteria del Partito.
Dorfmann si è ripresentato come capolista della SVP alle europee del maggio 2014 come capolista della Südtiroler Volkspartei nella circoscrizione Italia nord-orientale (che raccoglie Emilia-Romagna, Friuli-Venezia Giulia, Trentino-Alto Adige e Veneto). Il turno elettorale ha sancito la sua riconferma al parlamento europeo con 93.957 preferenze (di cui 70.291 in provincia provenienti dalla provincia di Bolzano).
In questa legislatura, Dorfmann è membro della Commissione agricoltura e sviluppo rurale e della Delegazione alle commissioni di cooperazione parlamentare UE-Kazakistan, UE-Kirghizistan, UE-Uzbekistan e UE-Tagikistan, e per le relazioni con il Turkmenistan e la Mongolia. Inoltre, Dorfmann siede come membro sostituto nella Commissione per l'ambiente, la sanità pubblica e la sicurezza alimentare, nella Delegazione per le relazioni con l'Afghanistan e nella Delegazione per le relazioni con i paesi del Sud-Est asiatico e l'Associazione delle nazioni del Sud-Est asiatico (ASEAN). Dall'ottobre del 2014, Dorfmann ricopre anche la carica di Presidente dell'Associazione parlamentare europea (APE) e, dal gennaio 2015, è Presidente dell'Intergruppo vino, bevande alcoliche e prodotti alimentari di qualità.
Alle elezioni europee del 2019 si ricandida come capolista della lista SVP-PATT per un terzo mandato nella Circoscrizione Italia nord-orientale, risultando rieletto con 140.627 voti.
Cinque anni più tardi è rieletto con oltre 82.700 preferenze.